# Trichilia reticulata
Trichilia reticulata là một loài thực vật thuộc họ Meliaceae. Đây là loài đặc hữu của Jamaica.